# Ptilotus schwartzii
Ptilotus schwartzii är en amarantväxtart som först beskrevs av Ferdinand von Mueller, och fick sitt nu gällande namn av Tate. Ptilotus schwartzii ingår i släktet Ptilotus och familjen amarantväxter. Inga underarter finns listade i Catalogue of Life.

## Bildgalleri

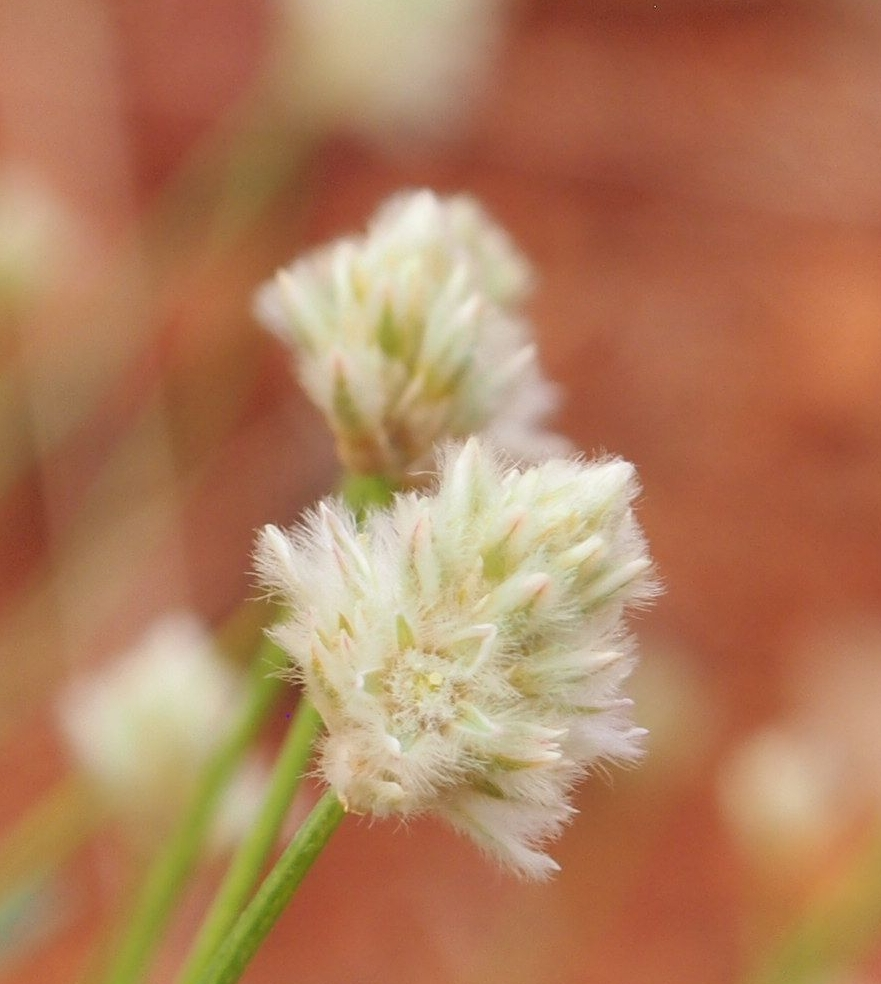
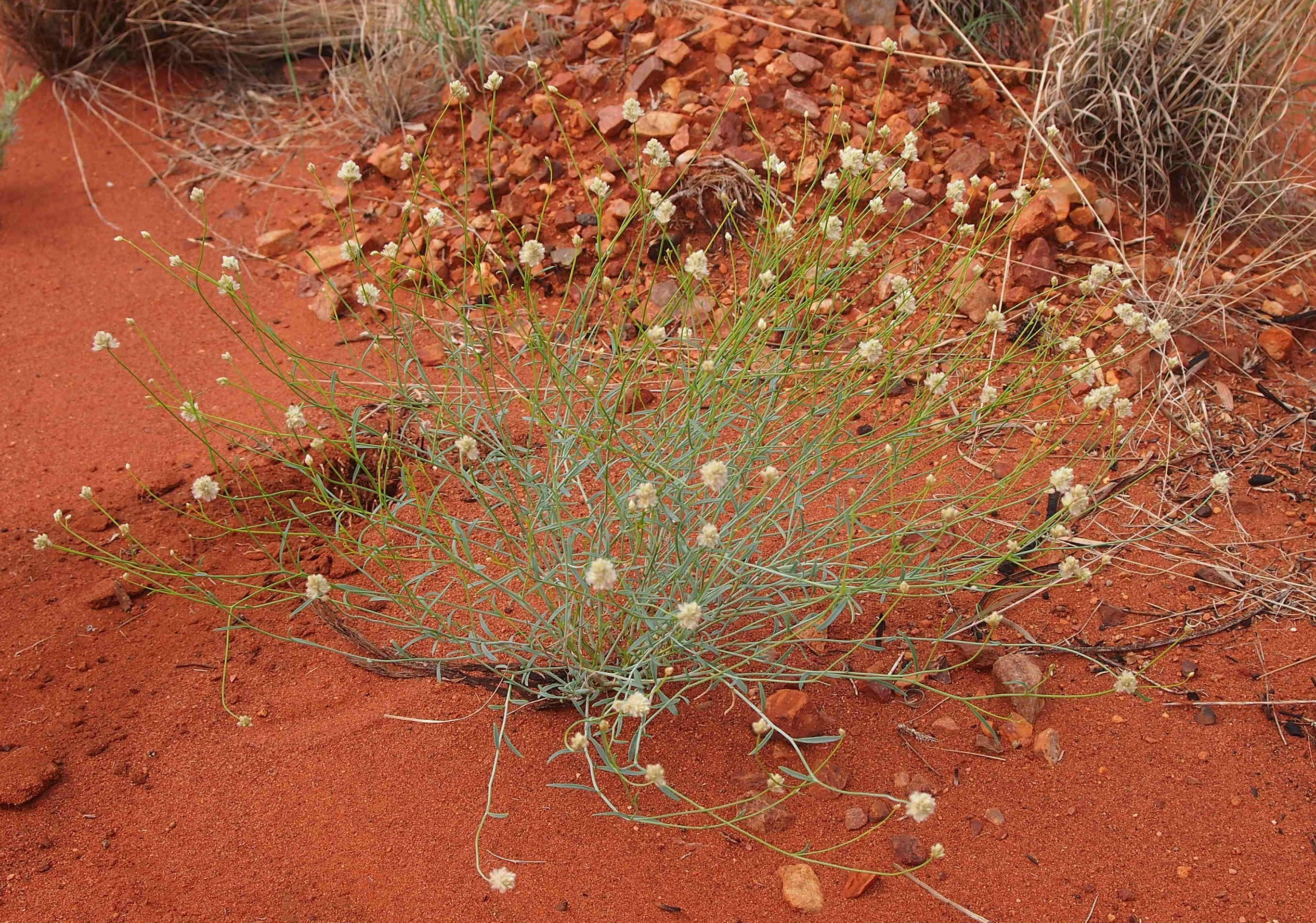